# Festival Iberoamericano de Publicidad
El Festival Iberoamericano de Publicidad (FIAP) fue creado en 1969 por Alberto Gollán, pionero de la televisión argentina. El objetivo de este festival de publicidad de habla hispana y portuguesa, ha sido desde entonces, promover e integrar la comunicación en la región y reconocer la creatividad y el alcance de las estrategias publicitarias. La globalización de las comunicaciones y el uso de nuevas técnicas hicieron que el FIAP ampliara su espectro con la creación de nuevas disciplinas acordes a estos cambios, como la innovación en medios, las técnicas de producción audiovisual y el marketing interactivo y directo.
Más de 8500 anuncios compiten en el festival, y alrededor de 2000 delegados de Iberoamérica, Estados Unidos y Europa participan cada año en el evento. En el festival se entregan anualmente los Premios FIAP, en las categorías de Formatos, Innovación, Anuncios y Producción.